# Christian Zervos
Christian Zervos (en grec moderne : Χρήστος Ζερβός), né le 1er janvier 1889 à Argostóli, sur l'île de Céphalonie, en Grèce, et mort le 12 septembre 1970 à Paris, est un critique d'art et éditeur français d'origine grecque, fondateur de la revue Cahiers d'art, en février 1926.

## Biographie

### Formation
Christian Zervos naît à Argostóli, dans l'île grecque de Céphalonie, la plus grande des Îles Ioniennes. Il passe son enfance à Alexandrie, puis à Marseille où il suit des études secondaires. En 1907, à dix-huit ans, il s'installe à Paris pour entamer des études de philosophie. Il y vit avec sa mère et son frère cadet, Stamos, rue de Lisbonne. Il devient l'ami d'un étudiant roumain en architecture Jean Badovici, à l'hôtel des Carmes où ils demeurent tous les deux.
En 1918, il soutient à la faculté de Paris une thèse de doctorat consacrée au philosophe et homme d'État byzantin Michel Psellos.
Grâce à son ami Jean Badovici, Christian Zervos rencontre l'éditeur Albert Morancé qui l'engage dans sa maison d'édition, située au 32 rue de Fleurus. Christian Zervos y travaille comme secrétaire de rédaction pour un nouveau périodique trimestriel L'Art d'aujourd'hui à partir de 1923 puis dirige une publication semestrielle Les Arts de la maison dès 1924. Cette revue s'efforce de faire mieux connaître à un public d'amateurs des peintres contemporains de renom comme Pablo Picasso, Henri Matisse et Georges Braque.

### Critique d'art et éditeur
Christian Zervos fonde en février 1926 sa propre revue, Cahiers d'art, présentant des analyses esthétiques et des critiques couvrant la période de la Préhistoire à l'art contemporain. Le 2 juin 1927, il est naturalisé français et vit plusieurs années avec Suzanne Putois. Celle-ci le seconde un temps dans la préparation des sommaires et lui fait rencontrer des artistes importants de Paris. Elle rencontre le peintre Ismaël de La Serna qu'elle épouse en 1929, laissant Christian Zervos à son travail solitaire de fabrication et de colportage de sa revue.
Les Cahiers d'art seront publiés de 1926 à 1960, avec une interruption de 1941 à 1943.
La maison d'édition créée par Christian Zervos, les Éditions Cahiers d'Art, s'installe d'abord dans un local voisin du cabinet de l'architecte André Lurçat, 40 rue Bonaparte, avant de s'installer définitivement au 14, rue du Dragon à Paris, en 1929.
Durant les années 1930, Christian Zervos publie une grande série de monographies consacrées à des artistes variés comme Henri Rousseau ou l'architecte Frank Lloyd Wright, ou un important ouvrage sur l'art grec. Pablo Picasso lui confie alors la constitution du catalogue raisonné de son œuvre peint et dessiné en 1932. La parution du premier tome du catalogue, en 1932, Œuvres de 1895 à 1906, entraîne la ruine de l'éditeur, qui doit vendre une partie de sa collection aux enchères pour éviter la faillite.

### Période Saint-Germain-des-Prés
En août 1928, alors qu'il vient rendre visite à Picasso en vacances à Dinard, Christian Zervos rencontre la jeune Yvonne Marion, qu'il emmène en voiture depuis la gare. Picasso encourage leur flirt et bientôt Yvonne et Christian Zervos partagent leur vie ensemble à Paris.
Le 12 mai 1932, Christian Zervos épouse Yvonne, qui développe dès 1934 la galerie des « Cahiers d'Art » en transformant le rez-de chaussée de la maison d'édition du no 14 rue du Dragon. En 1939, la galerie se double de la galerie MAI (Meubles Architectures Installations) où est présentée début 1940 une vaste exposition collective « L'art représentatif de notre temps » puis des expositions personnelles de Joan Miró, Marc Chagall, Fernand Léger et Pablo Picasso.
Fermée avec l'occupation, la galerie ne rouvre qu'en 1945. Durant cette période, les Zervos partent à Vézelay où ils possèdent une maison de vacances depuis 1937.
Le 6 septembre 1942, Christian et Yvonne adoptent Yvette Szczupak-Thomas, qui racontera dans son autobiographie Un diamant brut qu'il abusait sexuellement d'elle, et qu'Yvonne l'apprenant en deviendra alcoolique. En 1949, elle rencontre l'avocat Shmuel Alexander Szczupak, « Sacha », un compagnon de David Ben Gourion, de trente ans son aîné, et vieil ami des Zervos. Cet homme la charme immédiatement, et l'emmène découvrir Israël. Elle décide d'émigrer en Israël en 1950 où elle arrive en mars, encore mineure, grâce à la complicité de son amie Ida Chagall, fille de Marc Chagall, et de l'ancien chef de cabinet de Léon Blum.
La galerie soutient un certain nombre d'artistes comme Antonio Corpora, Victor Brauner, Luis Fernández, César Domela, René Magritte dans leur traversée du désert avant qu'ils ne trouvent ou retrouvent un marchand plus prestigieux. Christian Zervos soutient le retour à la figuration d'un Jean Hélion et d'un Gaston-Louis Roux et fait resurgir Serge Charchoune et Joseph Sima. La galerie expose également de jeunes talents : le peintre Philippe Bonnet et les sculpteurs Yerassimos Sklavos, Boyan Raïnov et José Subirà-Puig. Toujours très internationale, elle accueille les Américains Jesse Reichek et Mary Callery, l'Allemand Werner, la Norvégienne Bergmann, l'Italien Antonio Corpora, les Grecs Constantin Byzantios, Manolis Calliyannis et Alekos Kontopoulos.

### Yvonne Zervos et le festival d'Avignon
Dans le cadre d'une exposition d'art moderne qu'ils organisent dans la grande chapelle du palais des papes d'Avignon, Yvonne Zervos et le poète René Char demandent à Jean Vilar, acteur et metteur en scène de théâtre, une représentation de Meurtre dans la cathédrale, qu'il a créé en 1945. Après qu'il a refusé, Jean Vilar leur propose, en 1947, trois créations : La Tragédie du roi Richard II de Shakespeare, une pièce méconnue en France, La Terrasse de midi de Maurice Clavel, auteur alors encore inconnu et L'Histoire de Tobie et de Sara de Paul Claudel. C'est la naissance du festival d'Avignon.

### Dernières années
Yvonne Zervos meurt des suites d'un cancer alors qu'elle prépare l'exposition Picasso d'Avignon, le 20 janvier 1970. Christian Zervos, très affecté par la disparition de sa femme, meurt quelques mois après à Paris, le 12 septembre 1970.
Il est enterré au cimetière du Montparnasse et sa femme à Saint-Clair-sur-Epte avant que la mairie de Vézelay ne les fasse inhumer ensemble, dans le vieux cimetière de Vézelay en juin 1983.

### Postérité
Le testament olographe de Christian Zervos, rédigé en mai 1970, précise les conditions d'un legs de l'ensemble de ses biens et propriétés à la ville de Vézelay dont sa maison sise au lieudit « La Goulotte ».
La maison Zervos accueille la fondation Christian et Yvonne Zervos, qui crée le prix Christian-et-Yvonne-Zervos attribué tous les deux ans par la région Bourgogne à un artiste ou à un architecte afin de lui permettre de concrétiser un projet artistique.
Le musée Zervos est créé en mars 2006. Musée départemental, sa direction est confiée à Christian Derouet, conservateur général du patrimoine. Ce musée sous contrôle du service des Musées de France est installé dans la maison Romain-Rolland de Vézelay. Ce lieu sécurisé permet d'accueillir les œuvres d'art qui constituent le legs de sculptures et de peintures du couple dont des œuvres de Picasso, deux figurines en bronze de Giacometti (1941-1945) et un grand mobile noir d'Alexander Calder (1954).

## Publications

### Thèse universitaire
- « Un philosophe néoplatonicien au XIe siècle : Michel Psellos, sa vie, son œuvre, ses luttes philosophiques, son influence », thèse pour le doctorat d'université présentée à la faculté des lettres de Paris par Christian Zervos, diplômé d'études supérieures de philosophie[2]

### Revues
- Les Arts de la maison, revue trimestrielle dirigée par Christian Zervos, Paris, éditions Morancé, 1923-1926
- L'Art d'aujourd'hui, revue trimestrielle dirigée par Christian Zervos, Paris, éditions Morancé, 1924-1926

### Catalogue raisonné des œuvres de Pablo Picasso
Christian Zervos a constitué, de 1932 à 1978, le catalogue raisonné de l'intégralité des œuvres de Pablo Picasso, en compagnie de l'artiste qui est devenu un de ses amis à partir de 1924. À la mort de l'éditeur, Mila Gagarine a supervisé la publication de onze volumes supplémentaires de 1970 à 1978. Les trente-trois volumes couvrent l'intégralité de l'œuvre de 1895 à 1972, avec près de 16 000 photographies en noir et blanc selon la volonté de l'artiste.
- 1932 : t. I, Œuvres de 1895 à 1906. Introduction p. XI-[XXXXIX], 185 p., 384 reproductions, table des planches
- 1942 : t.II, vol.1, Œuvres de 1906 à 1912. Introduction p. XI-[LV], 172 p., 360 reproductions, table des planches non paginée
- 1944 : t.II, vol.2, Œuvres de 1912 à 1917. Introduction p. IX-[LXX-VIII], 233 p. paginées de 173 à 406, 604 reproductions, table des planches non paginée
- 1949 : t.III, Œuvres de 1917 à 1919. Introduction p. IX-[XIII], 152 p., 465 reproductions, table des planches non paginée
- 1951 : t.IV, Œuvres de 1920 à 1922. Introduction p. VII-[XIV], 192 p., 455 reproductions, table des planches non paginée
- 1952 : t.V, Œuvres de 1923 à 1925. Introduction p. IX-[XIV], 188 p., 466 reproductions, table des planches non paginée
- 1954 : t.VI, Supplément aux tomes I à V. Sans introduction, 176 p., 1481 reproductions, table des planches non paginée
- 1955 : t.VII, Œuvres de 1926 à 1932. Introduction p. V-[VII], 184 p., 424 reproductions, table des planches non paginée

- 1978 : Catalogue raisonné des œuvres de Pablo Picasso, Paris, éditions Cahiers d'art

### Ouvrages principaux de Christian Zervos aux éditions Cahiers d'art
- Picasso. Œuvres de 1920 à 1926, Paris, éditions Cahiers d'art, 1926
- Henri Rousseau, œuvres de 1896 à 1910, Paris, éditions Cahiers d'art, 1927, 96 planches en phototypie + 24
- Paysages français du XVe siècle, Paris, éditions Cahiers d'art, 1927, texte accompagné de 48 reproductions en similigravures
- Raoul Dufy, œuvres de 1898 à 1928, Paris, éditions Cahiers d'art, 1928, 96 planches en héliotypie, 5 planches en couleur et 14
- Matisse, œuvres de 1890 à 1931, Paris, éditions Cahiers d'art, 1928, 97 illustrations en noir, 16 planches en phototypie et 104 ; édition américaine : New York, E.Weyhe, 1931
- Paul Nelson, Christian Zervos, Cité hospitalière de Lille, Paris, éditions Cahiers d'art, 1933
- Matthias Grünewald : le retable d'Isenheim, Paris, éditions Cahiers d'art, 1936, VIII + 32 planches
- L'Art de la Catalogne, de la seconde moitié du neuvième siècle à la fin du quinzième siècle, textes de Christian Zervos, Ferran Soldevilla, Josep Gudiol, Paris, éditions Cahiers d'art, 1935, In-4, reliure d'éditeur, cartonnée, 36 pages et 223 planches Texte de Zervos sur le « prétendu vandalisme des républicains ».
- Histoire de l'art contemporain, Paris, éditions Cahiers d'art, 1938
- Les Œuvres du Greco en Espagne, 1939, Paris, éditions Cahiers d'art, 1939, LXI + 224
- Didier Desroches [Paul Eluard], Le temps déborde, 1947
- Catalogue de l'exposition de peintures et sculptures modernes au palais des Papes à Avignon, du 27 juin au 30 septembre 1947
- Dessins de Picasso 1892-1948, Paris, éditions Cahiers d'art, 1949
- Nus de Lucas Cranach l'Ancien, Paris, éditions Cahiers d'art, 1950, 77 p.
- Fernand Léger : œuvres de 1905 à 1952, Paris, éditions Cahiers d'art, 1952, 70 pl. + 94
- Domela, Amsterdam, J. M. Meulenhoff, 1965. In-8 br. Coll. « Art et architecture aux Pays-Bas »
- Brancusi, œuvres de 1900 à 1943, Paris, éditions Cahiers d'art, 1957, 90 illustrations, 104
- Corpora, œuvres de 1951 à 1957, Paris, éditions Cahiers d'art, 1957, 24 planches en couleur, 18 en noir, 80
- Chauvin, œuvres de 1913 à 1958, Paris, éditions Cahiers d'art, 1960, 92 illustrations en noir, 16 planches en phototypie, 104
- Christian Zervos et Saul Bellow, Jesse Reichek. Dessins, Paris, éditions Cahiers d'art, 1960, 48 dessins, ?

### Publications archéologiques dirigées et éditées par Christian Zervos
- L'Art en Grèce de la période néolithique au XVIIIe siècle, Paris, éditions Cahiers d'art, 1933, 273 reproductions et 250
- L'Art de la Mésopotamie de la fin du IVe millénaire au XVe siècle avant notre ère (Elam, Sumer, Akkad, Babylon), Paris, éditions Cahiers d'art, 1935, 230 pl. + 264
- L'Art en Grèce, du troisième millénaire au IVe siècle avant notre ère, Paris, éditions Cahiers d'art, 1946
- La Civilisation de la Sardaigne du début de l'énéolithique à la fin de la période nouragique, IIe millénaire : Ve siècle avant notre ère, Paris, éditions Cahiers d'art, 1954, 463 illustrations, 380
- L'Art de la Crète néolithique et minoenne, Paris, éditions Cahiers d'art, 1956, 807 illustrations, 528
- L'Art des Cyclades, du début à la fin de l'âge du bronze, 2500-1100 avant notre ère, Paris, éditions Cahiers d'art, 1957, 344 illustrations, 280
- L'art de l'époque du Renne en France, Paléolithique et Mésolithique, Paris, éditions Cahiers d'art, 1959, 614 illustrations, 500 (OCLC 468233339)
- Naissance de la civilisation en Grèce, de la fin du VIIe millénaire à 3200 avant notre ère, 2 vol., Paris, éditions Cahiers d'art, 1963, 887 illustrations, 288
- La Civilisation hellénique du XIe au VIIIe siècle, tome 1, Paris, éditions Cahiers d'art, 1969, planches de 123 à 286 + 320

### Autres articles et contributions de Christian et Yvonne Zervos
- Aristide Maillol, Paris, Albert Morancé (coll. « L'Art d'aujourd'hui »), 1925, 16 p.
- Yvonne Zervos, « Le meuble et la décoration dans la maison d'aujourd'hui », Le Point,‎ mai 1937, p. 56-61
- Picasso. Dessins (1892-1948), Paris, éditions Hazan, 1949

## Documentation
Une partie des archives photographiques des Cahiers d'art est déposée à l'Institut national d'histoire de l'art.